# Ken Pisi
Pas d'image ? Cliquez ici

a Compétitions nationales et continentales officielles uniquement.

b Matchs officiels uniquement.
Dernière mise à jour le 2 mai 2019.
Ken Siaosi Pisi, né le 24 février 1989 à Auckland (Nouvelle-Zélande), est un joueur international samoan de rugby à XV évoluant au poste d'ailier avec les Northampton Saints.

## Biographie

### En club
Ken Pisi joue également au rugby à sept, il a brillé sur le circuit. Il connaît des sélections avec l'équipe de Nouvelle-Zélande de rugby à XV des moins de 20 ans avec qui il est champion du monde en 2009 au Japon.
Ken Pisi dispute 25 rencontres avec la province de North Harbour Rugby Union.
Ken Pisi a deux frères, Tusi et George, qui ont également joué avec l'équipe de North Harbour.
Il rejoint son frère George en 2012-2013 en s'engageant avec le club anglais des Northampton Saints. En sept saisons, il a disputé 138 rencontres et marqué 34 essais avec le club anglais.

### En équipe nationale
Ken Pisi joue son premier match international avec l'équipe des Samoa le 5 juin 2012 contre les Tonga.
Le 12 août 2015, il est retenu par Stephen Betham dans la liste des trente-et-un joueurs qui disputent la coupe du monde de rugby à XV 2015.

## Statistiques en équipe nationale
- 16 sélections au 2 mai 2019
- 5 points
- sélections par année : 2 en 2012, 1 en 2013, 2 en 2014, 5 en 2015, 3 en 2016, 3 en 2017
- En coupe du monde : 
  - 2015 : 4 sélections